# The Quatermass Xperiment
The Quatermass Xperiment (bra: Terror Que Mata; prt: O Monstro do Espaço ou The Quatermass Xperiment) é um filme de terror do Reino Unido dirigido por Val Guest e lançado em 1955.

## Sinopse
Inglaterra, anos 1950. Após expedição aparentemente bem-sucedida, o foguete tripulado pelo Professor Quatermass retorna à Terra, mas com um grande problema: dois dos astronautas desapareceram misteriosamente, e o sobrevivente está incapaz de se communicar e revelar o que realmente ocorreu.

## Elenco
- Brain Donlevy - Professor Quatermass
- Richard Wordsworth - Victor Carron
- Jack Warner - Inspector Lomax
- David King-Wood - Dr. Gordon Briscoe
- Margia Dean - Judith Carron
- Maurice Kaufmann - Marsh
- Harold Lang - Christie
- Lionel Jeffries - Mr. Blake
- Sam Kydd - Police Station Sergeant
- Thora Hird - Rosemary 'Rosie' Elizabeth Wrigley
- Gordon Jackson - BBC TV Producer
- Jane Asher - Little Girl
- Basil Dignam - Sir Lionel Dean
- Arthur Lovegrove - Sergeant Bromley
- Bartleet Mullins - Zookeeper
- Marianne Stone - Central Clinic Nurse
- Toke Townley - The Chemist

## Lançamento

### Portugal
Em Portugal, o filme não estreou comercialmente em salas de cinema, e teve a sua primeira exibição, na sua versão original e sem legendas em português, no dia 9 de janeiro de 1985, na Cinemateca Portuguesa, como parte dum ciclo de cinema dedicado à ficção científica, chamado 1984: O Futuro é já Hoje?.
A primeira exibição legendada em português do filme ocorreu quando foi transmitido pela TV2 a 4 de novembro de 1995.
Também esteve disponível no catálogo português da Netflix.